# 삼성 갤럭시 A26 5G
삼성 갤럭시 A26 5G는 삼성전자가 갤럭시 A 시리즈의 일부로 설계, 개발, 판매하는 중급 안드로이드 기반 스마트폰이다. 이 휴대폰은 2025년 3월 2일에 발표되었다.